# NGC 1785
NGC 1785 is een groep sterren in het sterrenbeeld Goudvis. Het hemelobject werd in 1836 ontdekt door de Britse astronoom John Herschel.

## Synoniemen
- ESO 56-**38